# Gadow (Lanz)

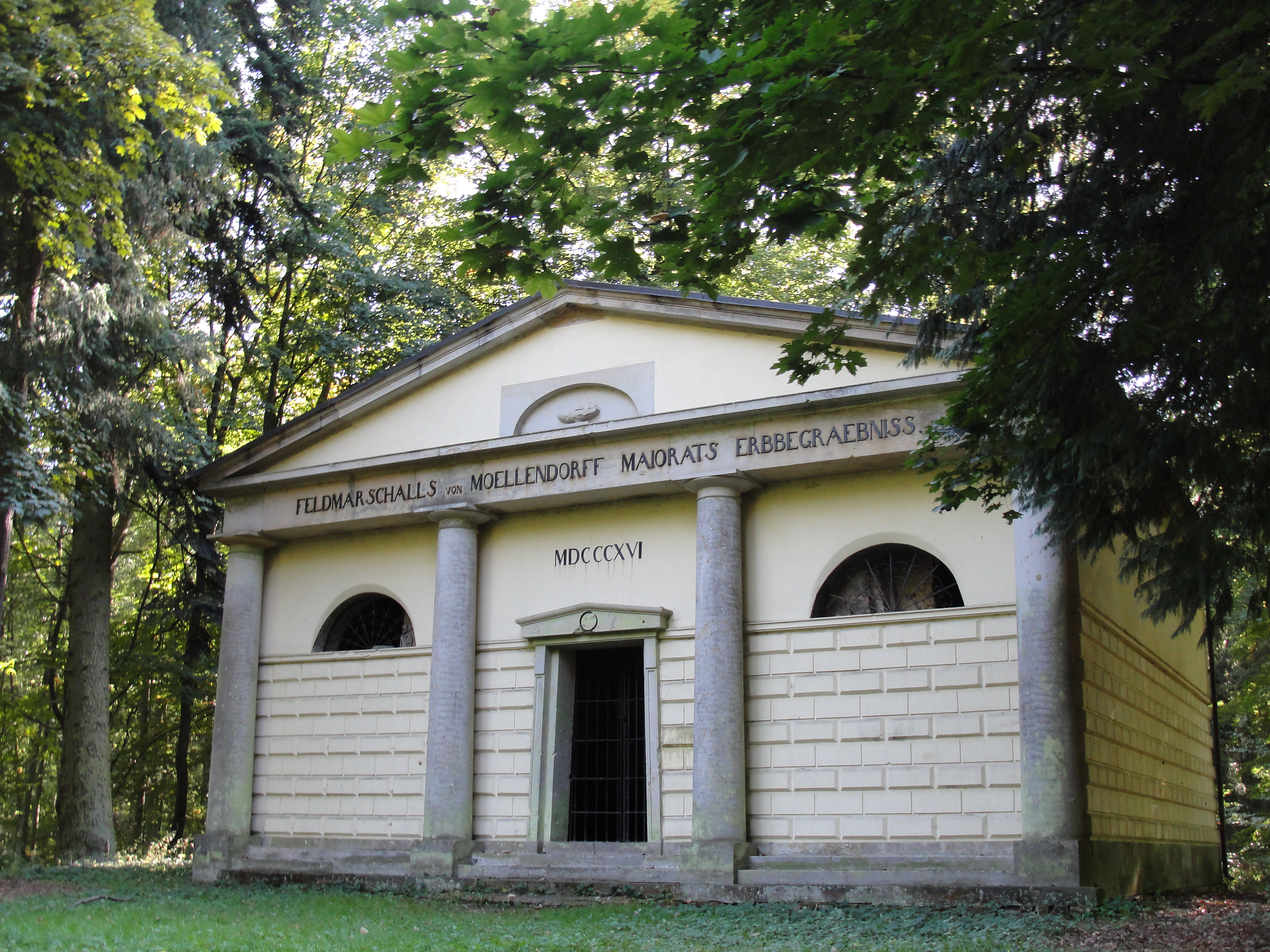
Erbbegräbnis Möllendorff (Architekt Salomo Sachs 1816)

Gadow ist ein bewohnter Gemeindeteil der Gemeinde Lanz des Amtes Lenzen-Elbtalaue im Landkreis Prignitz in Brandenburg.

## Geographie
Der Ort liegt zwei Kilometer nordöstlich von Lanz und zehn Kilometer ostsüdöstlich von Lenzen (Elbe), dem Sitz des Amtes Lenzen-Elbtalaue und befindet sich auf der Gemarkung von Lanz.
Nachbarorte sind Birkholz und Laaslich im Nordosten, Lenzersilge im Osten, Bärwinkel im Südosten, Babekuhl im Süden, Lanz im Südwesten, sowie Ferbitz im Nordwesten.

## Geschichte
Um 1800 gehörte der Ort zum Lenzenschen Kreis in der Provinz Prignitz, Teil der Kurmark der Mark Brandenburg. In einer Beschreibung der Mark Brandenburg aus dem Jahr 1804 wurde Gadow als Adliges Gut verzeichnet, welches sich von 1804 bis 1816 im Besitz des berühmten Generalfeldmarschalls Wichard Joachim Heinrich von Moellendorff (1724–1816) befand. Zum Gut zählten damals eine Mühle, sieben Feuerstellen und 200 Morgen Holz, sowie ein Förster, zwei Büdner und drei Einlieger. Die insgesamt 63 Einwohner waren nach Cumlosen der Inspektion Perleberg eingepfarrt und postalisch über den Adressort Perleberg zu erreichen.

## Kultur und Sehenswürdigkeiten
- Mausoleum von Wichard von Möllendorff, nach Plänen des jüdisch preußischen Regierungsbauinspektors und Architekten Salomo Sachs (Lage).[5][6]